# Hermann Schlösser

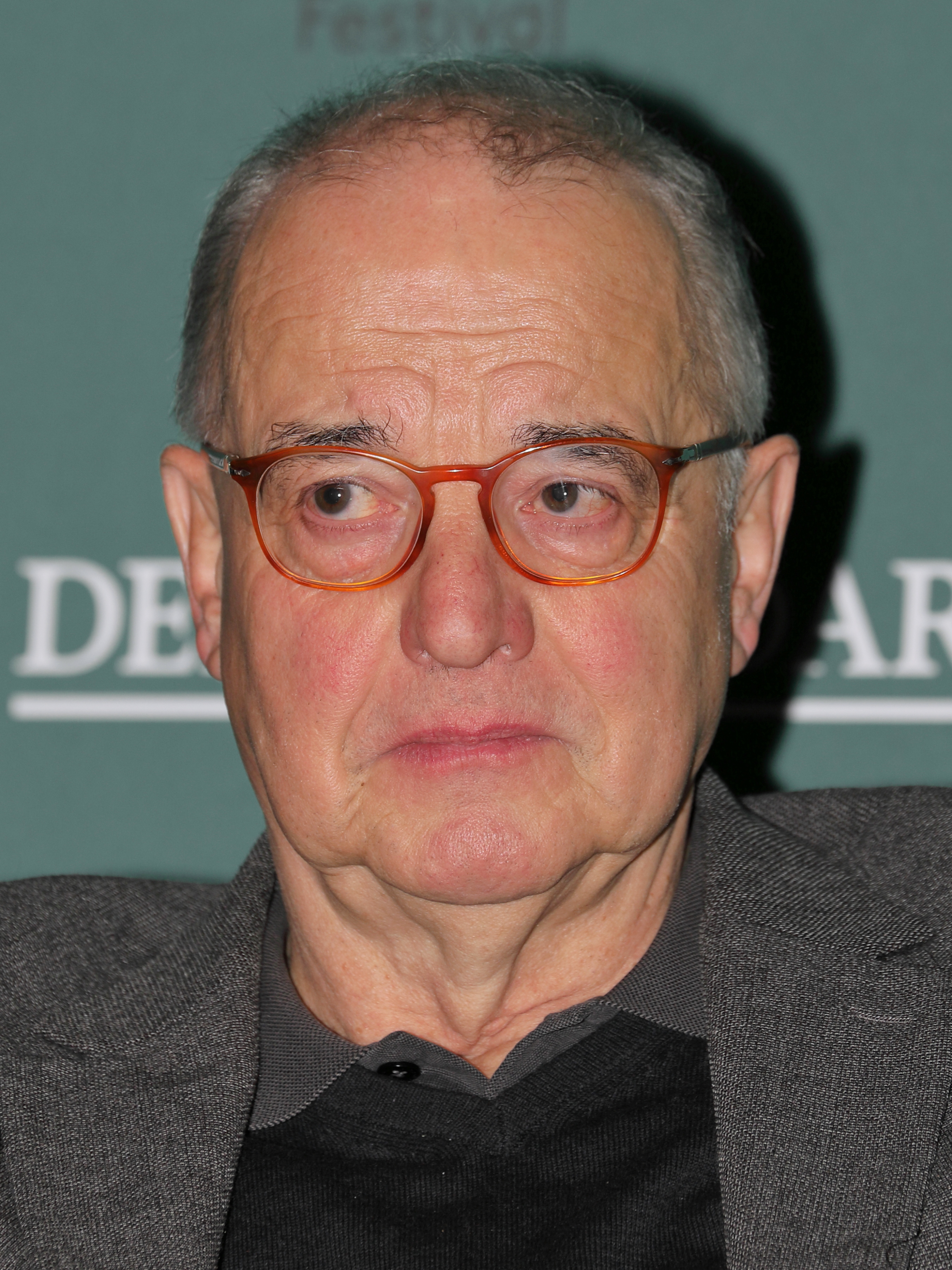
Hermann Schlösser (2024)

Hermann Schlösser (* 1953 in Worms) ist ein deutscher, in Österreich (Wien) lebender Literaturwissenschaftler, Schriftsteller, Hochschullehrer und Journalist.

## Leben
Hermann Schlösser studierte Germanistik und Anglistik in Marburg und Sheffield. Seine an der Universität Marburg eingereichte Dissertation verfasste er zum Thema „Reiseformen des Geschriebenen“. 1983 bis 1986 war er Lektor an der Facoltá di Lingue e letterature straniere der Universitá degli studi in Pisa.
Seit 1989 ist Hermann Schlösser fest in Wien ansässig. Von 1989 bis 1997 arbeitete er als freier Journalist für den Rundfunk sowie für diverse Printmedien in Deutschland und Österreich. In den Jahren 1990 bis 1997 war er freiberuflicher Redakteur des Literaturmagazins „Lesezirkel“, das vierteljährlich von der Wiener Zeitung herausgegeben wurde. Von 1989 bis 2001 war er Lektor am Institut für Germanistik der Universität Wien.
Von 1997 bis zu seiner Pensionierung Ende Dezember 2017 war er für die von Thomas Pluch gegründete Feuilletonbeilage „extra“ der „Wiener Zeitung“ tätig. Schlössers Publikationen befassen sich vorrangig mit der deutschsprachigen Literatur des 20. Jahrhunderts.

## Schriften (Auswahl)
- Wunschbilder des Reisens. Reiseberichte gestern und heute. Berlin 1982.
- Theodor W. Adorno und die Beatles. Eine Kollision der sechziger Jahre. In: Universitas. Zeitschrift für interdisziplinäre Wissenschaft, 2/1990, S. 162–171. (Italienisch: Concetti di tempo nella teoria, esperienza del nell’ arte. Übersetzt von Paola Colombo. In: Enrico De Angelis (Hg.): Undici conferenze sul Tempo. Pisa 1988, S. 277–293.)
- Die Macht des Schönen. Eine Elegie. In: Dietmar Kamper und Christoph Wulf (Hg.): Der Schein des Schönen. Göttingen 1989, S. 255–263.
- Bequem sei der Weg und lockend das Ziel. Die Städte in den Reiseführern. In: Klaus R. Scherpe (Hg.): Die Unwirklichkeit der Städte. Großstadtdarstellungen zwischen Moderne und Postmoderne. Rowohlts Enzyklopädie, Reinbek bei Hamburg 1988, S. 243–261.
- mit Wendelin Schmidt-Dengler: Der lange Bremsweg – Das Automobil in der Literatur von Musil bis Handke. In: Robert Sedlaczek und Günther Hanreich (Hg.): Freiheit mit hundert PS. Der Österreicher und sein Auto. Wien 1989, S. 90–105.
- Reiseformen des Geschriebenen. Selbsterfahrung und Weltdarstellung in den Reiseberichten Wolfgang Koeppens, Rolf Dieter Brinkmanns und Hubert Fichtes. Böhlau, Wien etc. 1987.
- mit Ernst Gehmacher: Morgen wird alles anders... Die Kunst, das Leben zu meistern. Wien 1990.
- „Milchegel an den Zitzen der Kunst“. Autoren als Gegner der Literaturwissenschaft. In: Wendelin Schmidt-Dengler, Johann Sonnleitner und Klaus Zeyringer (Hg.): Konflikte – Skandale – Dichterfehden in der österreichischen Literatur. Berlin 1995, S. 280–290.
- Dichtung oder Wahrheit? Literaturtheoretische Probleme mit der Autobiographie. In: Klaus Amann und Karl Wagner (Hg.): Autobiographien in der österreichischen Literatur. Von Franz Grillparzer bis Thomas Bernhard. Innsbruck 1998, S. 11–26.
- Der Einzug des Feuilletons in die kaiserlich privilegierte Wiener Zeitung. Eine pressegeschichtliche Fallstudie. In: Klaus Amman, Hubert Lengauer und Karl Wagner (Hg.): Literarisches Leben in Österreich 1848–1890. Böhlau Verlag, Wien/Köln/Weimar 2000, ISBN 3-205-99028-5, S. 414–432.
- In Büchern unterwegs. Gedanken beim Lesen von Reiseliteratur. Sonderzahl, Wien 2003.
- Die einzige Heimat neben der Sprache. Der „Drach-Hof“ in Mödling und sein Bewohner Albert Drach. In: morgen 8/2004, S. 60–62.
- Aus allen Ärmeln geschüttelt. Über Andreas Okopenkos anregende Lockergedichte. In: Konstanze Fliedl und Christa Gürtler (Hg.): Andreas Okopenko. Dossier 23. Graz 2004, S. 186–189.
- mit Martin Luksan und Anton Szanya: Heilige Scheine. Marco d’Aviano, Engelbert Dollfuß und der österreichische Katholizismus, Promedia, Wien 2007, ISBN 978-3-85371-275-7.
- Kasimir Edschmid. Expressionist. Reisender. Romancier. Eine Werkbiografie. Bielefeld 2007
- Wie kommt der Esel auf die Brücke. Sachbuch, mit Gerald Jatzek, Styria, Molden Verlag, Wien 2008, ISBN 978-3-85485-211-7.
- Liebe in Zeiten des Hasses. Eine Lektüre von Fritz Lehners Romantrilogie „Hotel Metropol“. In: Studia austriaca XVI (2008), S. 111–123.
- Die Wiener in Berlin. Ein Künstlermilieu der 20er Jahre. Edition Steinbauer, Wien 2011, ISBN 978-3-902494-51-1.
- Wormser Fundstücke. Ein literarisches Lesebuch. Worms Verlag, Worms 2014, ISBN 978-3-944380-16-2.
- Welttheater auf engem Raum. Die Entdeckung der internationalen Moderne auf den Wiener Kellerbühnen der Nachkriegszeit. Klever Verlag, Wien 2020, ISBN 978-3-903110-66-3.
- „ein eleganter stutzer / tritt zu der tür herein“. H. C. Artmanns Konstruktionen und Dekonstruktionen des Dandyismus. In: Alexandra Millner (Hrsg.):  Lovecraft, save the world! 100 Jahre H. C. Artmann. Ritter-Verlag, Klagenfurt/Graz/Wien 2021, ISBN 978-3-85415-629-1, S. 41–53.
- mit Alfred Pfoser und Béla Rásky: Maskeraden. Eine Kulturgeschichte des Austrofaschismus. Residenz Verlag, Salzburg 2024, ISBN 978-3-7017-4721-4.